# CZ 550
CZ-550 es una serie de rifles de cerrojo fabricados por Česká zbrojovka Uherský Brod (CZ UB) con fines cinegéticos. La serie CZ 550 se fabrica en mecanismos de longitud estándar y magnum largo, basándose en el sistema de alimentación controlada del Mauser 98 .

## Diseño
Como descendiente civil moderno del rifle de servicio Karabiner 98k, el CZ 550 ofrece varias características y opciones de fábrica, que también son típicas de los rifles  Mauser Karabiner 98k deportivizados, en varias configuraciones estándar y de lujo, así como grados de madera. Algunas de las opciones disponibles fueron desarrolladas e introducidas originalmente por John Rigby &amp Co. en los rifles de caza Rigby Mauser.

### Cajón de Mecanismo
El cajón de mecanismo del CZ 550 se basa en el sistema de cerrojo de alimentación controlada Mauser M 98 . El Mauser M 98 original es un diseño simple, fuerte, seguro y bien pensado que inspiró otros diseños de rifles militares y de caza deportiva que estuvieron disponibles durante el siglo XX. Para la serie CZ 550, el sistema de acción está mecanizado en acero de alta calidad. También cuenta con un doble puente cuadrado en los extremos superiores del cajón de mecanismo, que facilitan montar una mira telescópica .

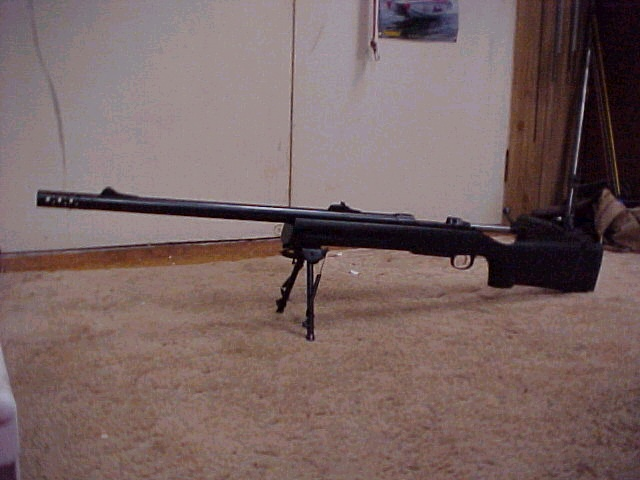
CZ 550

El sistema CZ 550 consta de un cerrojo de alimentación controlada que cuenta con tres orejetas de bloqueo, dos orejetas principales grandes en la cabeza del cerrojo y una tercera orejeta de seguridad debajo de la manija del cerrojo que actúa como respaldo. La manija del cerrojo está unida permanentemente al cerrojo y se encuentra reclinado hacia abajo y para atrás permitiendo su manipulación con miras ópticas.

### Seguro
Un seguro horizontal de dos posiciones está montado en el lado derecho justo detrás de la manija del cerrojo, el cual bloquea al cerrojo y fiador.

### Gatillo
Un solo gatillo sin carrera que a su vez puede ser aligerado al empujarse hacia adelante con el dedo, convirtiéndolo en un gatillo a pelo. Estos rifles vienen ajustados de fábrica con el gatillo ajustado a aproximadamente 15 N (3,4 lbf)   y aproximadamente 7 N (1,6 lbf) respectivamente. Ambos ajustes son ajustables.

### Miras
Dependiendo del modelo, se montan varias miras abiertas de serie y algunos vienen sin miras. Todos cuentan con bases de cola de milano fresadas en la parte superior de la parte delantera y trasera del cajón de mecanismos que permiten colocar los anillos para montar miras telescópicas (bases en puente cuadrado) o monturas completas para miras telescópicas con o sin riel de montaje.

### Culata
Las culatas varían de un modelo a otro y pueden estar hechas de nogal o polímeros. En los modelos CZ 550 MAGNUM STANDARD, HA 550 HUNTER, CZ 550 MAGNUM LUX y CZ 550 SAFARI MAGNUM, se montan uno o dos pernos transversales de acero para distribuir las fuerzas y, por lo tanto, los efectos del retroceso en el lecho de la culata, lo que reduce la posibilidad de partir la culata. .

## variantes
El rifle CZ-550 está disponible en dos variantes básicas. Estas variantes difieren técnicamente en el tamaño (longitud y otras dimensiones) de la acción. Estas variantes se ofrecen en varias versiones.

### Acción de longitud estándar
EstándarLa versión básica de esta serie de rifles. Disponible en .243 Winchester y .308 Winchester con un cargador desmontable de 4 rondas o .308 Winchester, 7 × 64 mm y .30-06 Springfield con un cargador fijo de 4 rondas., con seguro de dos posiciones, gatillo regulable, miras abiertas, cantonera de goma ventilada y 1 eslinga giratoria de pulgadas. Está montado en un stock de laca PUR con un acabado semimate.El estándar pesa 3,3 kg (7,3 lb) es 1135 mm (44,69 plg) de largo y tiene un 600 mm (23,62 plg) barril.
Escandinavia El mismo rifle que la versión estándar, con la adición de una culata de nogal con Monte Carlo de peine elevado y una cantonera desaceleradora de goma. La paleta de cámaras es .243 Winchester, .270 Winchester, .308 Winchester, 7 × 64 mm, 6,5 × 55 mm y .30-06 Springfield con un cargador fijo de 4 rondas.
luxSimilar a la versión estándar, con la adición de una carrillera bávara. La paleta de cámaras es .243 Winchester, .308 Winchester y .22-250 Remington con un cargador desmontable de 4 rondas o .243 Winchester, .270 Winchester, .308 Winchester, 7 × 64 mm, 6,5 × 55 mm, .30-06 Springfield y IS de 8 × 57 mm con un cargador fijo de 5 rondas.
Lux medioEl mismo rifle que la versión LUX con recámara para cartuchos más grandes. La paleta de recámara es .300 Winchester Magnum con un cargador desmontable de 3 rondas o .300 Winchester Magnum, Remington Magnum de 7 mm o 9,3 × 62 mm con un cargador fijo de 3 rondas.
AmericanoEste rifle presenta una culata de patrón americano clásico con caída reducida en el talón, picado de 18 LPI, cañón forjado con martillo de peso deportivo y un gatillo de un solo juego. También hay disponible una culata de polímero reforzado con Kevlar . Este rifle está diseñado para apuntar únicamente con miras ópticas. El CZ 550 American se suministra con anillos de visor de acero de 1”. La paleta de recámara es .243 Winchester, .308 Winchester y .22-250 Remington con un cargador desmontable de 4 rondas (también estaba disponible una tirada limitada en .300 Winchester Short Magnum ) o .270 Winchester, 6.5 × 55 mm, .30- 06 Springfield y 9,3 × 62 mm con cargador fijo de 5 cartuchos.El american pesa 3,4 kg (7,5 lb) es 1135 mm (44,69 plg) de largo y tiene un 600 mm (23,62 plg) barril.
FSEl FS viene con una culata de madera de cuerpo entero estilo Mannlicher, hecha de nogal turco. La paleta de cámaras es .243 Winchester y .308 Winchester con un cargador desmontable de 4 rondas o .243 Winchester, .270 Winchester, 7 × 64 mm, 6,5 × 55 mm, .30-06 Springfield, 8 × 57 mm IS y 9,3 × 62 mm con un cargador fijo de 5 rondas.
El FS pesa 3,3 kg (7,3 lb) es 1055 mm (41,54 plg) de largo y tiene un 520 mm (20,47 plg) barril.
Battue Lux El mismo rifle que el FS, excepto que las miras son de tipo Battue y la culata no es de longitud completa. Este rifle está diseñado para disparar animales en movimiento a distancias más cortas que la media. La paleta de cámaras es de 7 × 64 mm, .30-06 Springfield y 9,3 × 62 mm con un cargador fijo de 5 rondas.El Battue Lux pesa 3,5 kg (7,7 lb) es 1055 mm (41,54 plg) de largo y tiene un 520 mm (20,47 plg) barril.
Varmint El Varmint cuenta con una culata de nogal sin carrillera, con caída reducida en el talón, decorada con cuadros y una cantonera de goma ventilada. También hay disponible una culata de polímero reforzado con compuesto de aramida. Un pesado cañón forjado a martillo junto con la forma de la culata predisponen a este rifle para disparar únicamente con dispositivos ópticos de puntería. La paleta de cámaras es .308 Winchester y .22-250 Remington con un cargador desmontable de 3 rondas.<br /> El VARMINT pesa 4,2 kg (9,3 lb) es 1085 mm (42,72 plg) de largo y tiene un 650 mm (25,59 plg) barril.
Varmint-Laminado El mismo rifle que el modelo Varmint con una culata de madera laminada más resistente a la intemperie con caída reducida en el talón, carrillera estilo Monte Carlo y con una parte delantera reforzada.
Rifle de caza HA 550 Hunter o UltimateEl HA 550 Hunter está diseñado principalmente para disparar a largas distancias con una alta precisión de fuego. La alta precisión se logra mediante la aplicación de tecnologías de fabricación avanzadas a los estándares más exigentes. La culata está hecha de madera de nogal recogida a mano. Este rifle viene con riel picatinny de una pieza con un 30 mm de diámetro. Solo disponible en .300 Winchester Magnum con un cargador fijo de 4 rondas.<br /> El HA 550 Hunter pesa 3,95 kg (8,7 lb) es 1135 mm (44,69 plg) de largo y tiene un 600 mm (23,62 plg) barril.
Francotirador CZ 750El CZ 750 Sniper está diseñado principalmente para tiro al blanco preciso hasta 800 m (875 yardas). Aunque es miembro de la familia de rifles CZ 700, este rifle se basa en la acción estándar 550. El rifle tiene una culata sintética con orificio para el pulgar que es ajustable para la altura del peine y la longitud del tirón . La parte inferior de la parte delantera está equipada con un 220 Carril de mm de largo que proporciona un punto de fijación para un bípode . Hay dos opciones de montaje de miras ópticas disponibles. Viene instalado un montaje de riel Weaver, o quitando el riel, el CZ 19 integrado Se puede utilizar una cola de milano de mm. El CZ 750 SNIPER también cuenta con un freno de boca, protector de hilo, banda de espejismo y dos cargadores desmontables de 10 rondas. La única cámara disponible es .308 Winchester / 7,62 × 51 mm OTAN .<br /> La CZ 750 Sniper pesa 5,4 kg (11,9 lb), es 1200 mm (47,24 plg) de largo y tiene un 660 mm (25,98 plg) barril.

### Acción Magnum Largo

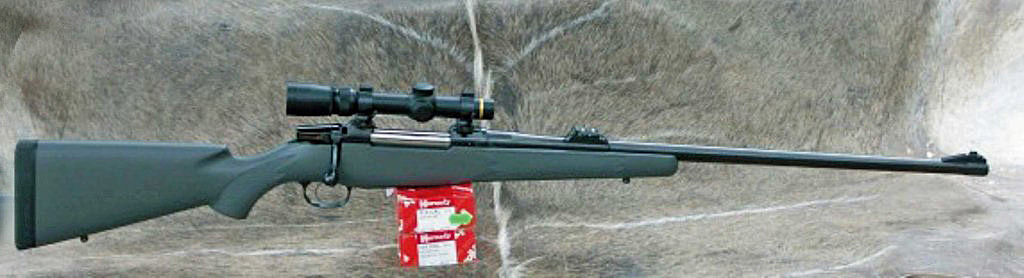
CZ 550 SAFARI MAGNUM con stock de posventa de fibra de vidrio McMillan CZ Express

La acción de tamaño magnum es una variante magnum de la CZ 550 destinada a la caza mayor y safari. Esta acción se puede recámara para cartuchos encontrados en armas de elefante . Estos cartuchos son dimensionalmente más grandes en comparación con los cartuchos de rifle magnum regulares.
EstándarEste rifle es la versión básica de tamaño magnum con culata de madera de nogal sin monte carlo. Equipado con cantonera de goma ventilada y a cuadros. El tipo de culata permite apuntar tanto con miras abiertas como con miras ópticas. Disponible en .375 Holland & Holland Magnum, .416 Rigby y .458 Winchester Magnum con cargador fijo de 5, 3 y 4 tiros. El estándar pesa 4,2 kg (9,3 lb) es 1180 mm (46,46 plg) de largo y tiene un 635 mm (25 plg) barril.
lux
Similar a la versión STANDARD, con la adición de culata estilo bávara y disponible en cartuchos metálicos  .375 Holland & Holland Magnum, .416 Rigby, .458 Lott y .458 Winchester Magnum con un cargador fijo de 5, 3, 3 o 4 rondas.
SAFARI MAGNUM
Las características especiales de SAFARI MAGNUM incluyen miras rápidas (1 de pie, 2 plegables), cañón forjado a martillo y gatillo de un tiempo. La culata está hecha de madera de nogal seleccionado y tiene una forma clásica de safari con cantonera de goma Pachmayr para reducir el retroceso. Este modelo está diseñado específicamente para la caza de animales pesados y peligrosos. Disponible en .375 Holland & Holland Magnum, .416 Rigby, .458 Winchester Magnum y .458 Lott con un cargador fijo de 5, 3 y 3 rondas.
AMERICAN SAFARI MAGNUM Versión similar al SAFARI MAGNUM, pero ofrecido por CZ USA en una culata estilo americano, disponible en 3 combinaciones de colores laminados diferentes, así como en nogal negro americano. También hay disponible una culata de polímero reforzado con compuesto de aramida.
H.E.T El modelo HET es un modelo CZ USA diseñado para disparos de largo alcance con una culata reforzada con Kevlar táctico de Bell & Carlson con un bloque de cama de aluminio de longitud completa, un cañón de toro y un freno de boca SureFire. Una manija de cerrojo de gran tamaño se suma a la ergonomía del modelo HET. Disponible en .300 Winchester Magnum, .300 Remington Ultra Magnum y .338 Lapua Magnum con cargador fijo de 5, 5 y 4 rondas. Los pesos y la longitud total y del cañón del HET varían según la recámara.

### Clásicos de Safari
Estos rifles se basan en las acciones de tamaño estándar y magnum CZ 550. CZ USA ofrece con esta serie rifles semi personalizados y hechos a medida destinados a la caza mayor y safari. El Express Rifle usa la acción CZ 550 de tamaño estándar y el Magnum Express Rifle usa la acción CZ 550 Magnum.
Para la acción de longitud estándar, la paleta de recámara estándar es .270 Winchester, .30-06 Springfield, .300 Winchester Magnum, .338 Winchester Magnum, 9.3 × 62 mm, .375 Ruger, .416 Ruger, .416 Taylor y .425 Westley ricardos Para la acción de longitud magnum, la paleta de cámaras estándar es .300 Holland & Holland, .338 Lapua Magnum, .375 Holland & Holland, .404 Jeffery, .416 Remington Magnum, .450 Rigby, .500 Jeffery y .505 Gibbs . Los rifles con recámara en .505 Gibbs y .500 Jeffery incluyen un reductor de retroceso de mercurio instalado en la culata. Se descubrió que un American Safari Magnum en .458 Lott tenía una abertura cilíndrica preperforada (vacía en este caso) en su culata de nogal cuando se retiró la cantonera para medirla. Puede ser una cuestión sencilla insertar un dispositivo de reducción de retroceso apropiado en dicha abertura. Dado que estos rifles ofrecen muchas opciones y pueden construirse según las especificaciones individuales del cliente, los pesos y las longitudes totales y de cañón varían. La gama de recámaras posibles es más amplia que para otros rifles CZ 550 y no se limita a la paleta de recámaras estándar mencionada anteriormente.